# Diaframma Records
La Diaframma Records è un'etichetta discografica indipendente fondata nel 1988 dal leader dei Diaframma Federico Fiumani dopo la separazione artistica da Alberto Pirelli e la sua I.R.A. Records.
Per la distribuzione discografica si appoggia alla Self.

## Storia
La prima pubblicazione dell'etichetta è stata l'album Boxe.

## Pubblicazioni
| Anno | Artista          | Titolo                                            | Tipo           | Numero di catalogo |
| ---- | ---------------- | ------------------------------------------------- | -------------- | ------------------ |
| 1988 | Diaframma        | Boxe                                              | album          | DIA01              |
| 1989 | Diaframma        | Gennaio                                           | EP             | DIA EP02           |
| 1989 | Diaframma        | I pensieri di King Kong                           | album          | –                  |
| 1998 | Diaframma        | Scenari immaginari                                | album          | DIA CD 9803        |
| 1999 | Diaframma        | Boxe                                              | riedizione     | DIA CD 9904        |
| 1999 | Diaframma        | Coraggio da vendere                               | album          | DIA CD 00.05       |
| 2001 | Diaframma        | Siberia                                           | riedizione     | DIA 01.06          |
| 2001 | Diaframma        | 3 volte lacrime                                   | riedizione     | DIA 01.07          |
| 2001 | Diaframma        | Il futuro sorride a quelli come noi               | album          | DIA 01.08          |
| 2002 | Diaframma        | Sassolini sul fondo del fiume                     | raccolta       | DIA 02.09          |
| 2002 | Diaframma        | I giorni dell'ira                                 | album          | DIA 02.10          |
| 2003 | Diaframma        | Il ritorno dei desideri                           | riedizione     | DIA 03.11          |
| 2004 | Diaframma        | Volume 13                                         | album          | DIA 04.12          |
| 2005 | Diaframma        | Passato, presente                                 | album          | DIA 05.13          |
| 2006 | Diaframma        | Albori                                            | riedizione     | DIA 05.14          |
| 2006 | Diaframma        | Siberia                                           | riedizione     | DIA 06.15          |
| 2006 | Diaframma        | 3 volte lacrime                                   | riedizione     | DIA 06.16          |
| 2006 | Diaframma        | Boxe                                              | riedizione     | DIA 06.17          |
| 2006 | Diaframma        | Anni luce                                         | riedizione     | DIA 06.18          |
| 2006 | Federico Fiumani | Donne mie                                         | album          | DIA 06.19          |
| 2007 | Diaframma        | Camminando sul lato selvaggio                     | album          | DIA 07.20          |
| 2008 | AA.VV.           | Il dono - Artisti vari reinterpretano i Diaframma | raccolta       | DIA 08.21          |
| 2009 | Diaframma        | Difficile da trovare                              | album          | DIA 09.22          |
| 2009 | Diaframma        | Siberia                                           | riedizione     | DIA 09.23          |
| 2011 | Diaframma        | Live 09-04-2011                                   | album dal vivo | DIA 11.24          |
| 2011 | Diaframma        | 3 volte lacrime                                   | riedizione     | DIA 11.25          |
| 2012 | Diaframma        | Niente di serio                                   | album          | DIA 12.26          |
| 2013 | Diaframma        | Studio Sessions ('95-'96)                         | raccolta       | DIA 13.27          |
| 2013 | Diaframma        | Siberia                                           | riedizione     | DIA 13.28          |
| 2013 | Diaframma        | Preso nel vortice                                 | album          | DIA 13.29          |
| 2014 | Diaframma        | Scenari immaginari                                | album          | DIA 14.29          |
| 2014 | Diaframma        | Boxe                                              | riedizione     | DIA14.30           |
| 2014 | Federico Fiumani | Un ricordo che vale dieci lire                    | album          | DIA 14.31          |
| 2014 | Diaframma        | Il ritorno dei desideri                           | riedizione     | VNL01              |
| 2015 | Fiumani + Pelù   | Buchi nell'acqua                                  | singolo        | DIA15.32           |
| 2016 | Diaframma        | Siberia Reloaded 2016                             | album          | DIA 16.33          |
| 2017 | Diaframma        | Gennaio                                           | riedizione     | DIA EP02           |
| 2017 | Diaframma        | The Self Years (1998/2017)                        | raccolta       | DIA17.35           |
| 2017 | Diaframma        | I giorni dell'ira                                 | riedizione     | DIA17.36           |
| 2018 | Fiumani & Spalck | Il primato dell'immaginazione                     | album          | DIA18.37           |
| 2018 | Diaframma        | L'abisso                                          | album          |                    |